# Elaphoglossum chocoense
Elaphoglossum chocoense är en träjonväxtart som beskrevs av David Bruce Lellinger. Elaphoglossum chocoense ingår i släktet Elaphoglossum och familjen Dryopteridaceae. Inga underarter finns listade.